# Philles Records
Philles Records was een Amerikaans platenlabel, dat tussen 1961 en 1967 singles en lp's publiceerde op het gebied van de popmuziek.

## Geschiedenis
Het label Philles Records werd in de zomer van 1961 opgericht in Hollywood door de muziekproducenten Phil Spector en Lester Sill. De firmanaam was afgeleid van beider voornamen. In september 1962 kocht Spector zijn partner de firma-aandelen af en werd de enige eigenaar. Bij de meeste platen fungeerde Spector ook als producent.
Bij Plilles werden ongeveer 40 singles en twaalf lp's geproduceerd, die over het algemeen ook verkoopsuccessen werden. Negen singletitels kwamen zelfs in de Billboard Hot 100, waaronder de nummer 1-hit He's a Rebel van The Crystals en You've Lost That Lovin' Feelin van de Righteous Brothers. In totaal noteerde Billboard 28 Phylles-nummers in de Hot 100, in de Billboard-lp-hitlijst kwamen vijf Phylles-lp's.
De meeste successen behaalde Philles Records met zanggroepen zoals de meidengroep The Crystals, die hun carrière begonnen bij Phylles Records. Naast hun nummer 1-hit He's a Rebel kwamen ze met nog verdere zeven titels in de Hot 100. Tot The Crystals behoorde ook Darlene Love, waarmee Phil Spector ook meerdere soloplaten produceerde. Drie van haar solonummers kwamen ook in de Hot 100. Het vierde nummer in de chronologie van de Hot 100-successen was de song Zip-a-Dee-Doo-Dah van de groep Bob B. Soxx & the Blue Jeans, die net als The Crystals door Phil Spector in het leven werd geroepen. Ook zij konden zich plaatsen in de hitlijst met twee nummers. In 1963 lukte het Spector om de meidengroep The Ronettes te contracteren, die voorheen bij de labels Colpix Records en May onder contract stonden, waar ze echter geen succes hadden. Met hun eerste door Spector geproduceerde song Be My Baby bereikten ze de 2e plaats van de Hot 100. Nadat The Crystals in 1964 waren overgegaan naar United Artists Records, namen The Ronettes hun rol over en hadden ze tot 1966 zeven verdere Hot 100-hits. In de herfst van 1964 werd er een zakelijke regeling getroffen tussen de labels Philles en Moonglow, die bepaalde dat beide labels de rechten op het zangduo The Rigtheous Brothers zouden delen. De eerste Philles-single met The Righteous Brothers verscheen in november 1964 en haalde met de song You've Lost That Lovin' Feelin' het tweede nummer 1-succes binnen. Voordat ze in de lente van 1966 het label verlieten, verhoogden ze de Philles-succes-statistieken met nog drie verdere Hot 100-songs. Ter vervanging nam Spector het tot dusver in het rhythm-and-blues-genre succesvolle duo Ike & Tina Turner in dienst. Tot op hun debuutnummer River Deep – Mountain High (Hot 100, 88e plaats) na, voldeden de daaropvolgende singles niet aan de verwachtingen, want ze haalden de hitlijst niet.
Omdat tot op de song Ebb Tide van The Righteous Brothers (5e plaats) na, alle in 1966 en 1967 gepubliceerde singles flopten, beëindigde Spector na de succesloze single A Love Like Yours/I Idolize You van Ike & Tina Turner, de activiteiten van Philles Records.

## Artiesten
- Lenny Bruce (1 LP)
- Steve Douglas (1 single)
- Ali Hassan (1 single)
- Darlene Love (7 singles)
- Joel Scott (1 single)
- Bob B. Soxx & the Blue Jeans (3 singles, 1 LP)
- Ike & Tina Turner (4 singles, 1 LP)
- The Alley Cats (1 single)
- The Crystals (11 singles, 3 LP's)
- The Righteous Brothers (5 singles, 3 LP's)
- The Ronettes (8 singles, 1 LP)

## Singles in de Billboard Top 100
- 09/1961: There's No Other - The Crystals (20)
- 02/1962: Uptown - The Crystals (13)
- 08/1962: He's a Rebel - The Crystals (1)
- 09/1962: Zip-a-Dee-Doo-Dah - Bob B. Soxx & the Blue Jeans (8)
- 11/1962: Puddin' N' Tain - The Alley Cats (43)
- 12/1962: He's Sure the Boy I Love - The Crystals (11)
- 01/1963: Why Do Lovers Break Each Others Hearts - Bob B. Soxx & the Blue Jeans (38)
- 03/1963: The Boy I'm Gonna Marry - Darlene Love (39)
- 04/1963: Da Doo Ron Ron - The Crystals (3)
- 05/1963: Not Too Young to Get Married - Bob B. Soxx & the Blue Jeans (63)
- 06/1963: Wait Til My Bobby Gets Home - Darlene Love (26)
- 08/1963: Then He Kissed Me - The Crystals (6)
- 08/1963: Be My Baby - The Ronettes (2)
- 09/1963: A Fine Fine Boy - Darlene Love (53)
- 12/1963: Baby, I Love You - The Ronettes (24)
- 01/1964: Little Boy - The Crystals (92)
- 03/1964: The Best Part of Breakin' Up - The Ronettes (39)
- 06/1964: Do I Love You? - The Ronettes (34)
- 07/1964: All Grown Up - The Crystals (98)
- 10/1964: Walking in the Rain - The Ronettes (23)
- 11/1964: You've Lost That Lovin' Feelin' - The Righteous Brothers (1)
- 01/1965: Born to Be Together - The Ronettes (52)
- 04/1965: Just Once in My Life - The Righteous Brothers (9)
- 05/1965: Is This What I Get for Loving You? - The Ronettes (75)
- 06/1965: Unchained Melody - The Righteous Brothers (4)
- 11/1965: Ebb Tide - The Righteous Brothers (5)
- 05/1966: River Deep - Mountain High - Ike & Tina Turner (88)
- 10/1966: I Can Hear Music - The Ronettes (100)